# Halecium lenticulare
Halecium lenticulare är en nässeldjursart som beskrevs av Trebilcock 1928. Halecium lenticulare ingår i släktet Halecium och familjen Haleciidae. Inga underarter finns listade i Catalogue of Life.